# サーミー・アル＝フセイニー
サーミー・ムハンマド・アル＝フセイニー（アラビア語: سامي محمد الحسيني、Sami Mohammed Al-HusseiniまたはAl Husaini、1989年9月29日 -）は、バーレーンのサッカー選手。バーレーン・プレミアリーグ・イースト・リファー・クラブ所属、ポジションはFW。サッカーバーレーン代表。
日本語では、「サミ・アルフセイニ」「サミ・アル・フサイニ」などとも表記される。

## 経歴

### クラブ
バーレーン・プレミアリーグ2011-2012シーズンは得点ランキング2位。
同リーグ2012-13シーズンでは得点王となるなど活躍、アル・ブサイティーン・クラブ史上初のリーグ制覇の原動力となった。